# Francesco Porzio
Francesco Porzio (* 26. Januar 1966 in Neapel) ist ein ehemaliger italienischer Wasserballspieler. Mit der italienischen Nationalmannschaft wurde er Olympiasieger 1992 und Weltmeister 1994.
Porzio spielte wie sein Bruder Giuseppe Porzio für den neapolitanischen Verein Circolo Nautico Posillipo und war an acht Meisterschaftsgewinnen von 1985 bis 1996 beteiligt.
Bei den Olympischen Spielen 1988 belegte Porzio mit der italienischen Mannschaft den siebten Platz. Vier Jahre später bei den Olympischen Spielen 1992 in Barcelona gewannen die Italiener die Goldmedaille. 1993 gewann die italienische Mannschaft den Weltcup und den Europameistertitel, 1994 folgte der Weltmeistertitel.